# هربرت جراف
هربرت جراف (بالإنجليزية: Herbert Graf)‏ (و. 1903 – 1973 م) هو منتج مسرحي ‏، ومخرج أفلام من الولايات المتحدة، والنمسا، ولد في فيينا، توفي في جنيف، عن عمر يناهز 70 عاماً.

## روابط خارجية
- هربرت جراف على موقع IMDb (الإنجليزية)
- هربرت جراف على موقع قاعدة بيانات الفيلم (الإنجليزية)